# Jesús Golindano
Jesús Enrique Golindano (Maturín, Monagas, 13 de enero de 1984) es un infielder/segunda base/campo corto de béisbol profesional venezolano, que actualmente milita en el Beisbol Barcelona y en la selección española de béisbol. Es considerado como uno de los beisbolistas nacionalizados a nivel latinoamericano con más experiencia en el circuito europeo.
Inicialmente fue contratado por Los Angeles Dodgers como agente libre no reclutado y jugó así en la Liga de Verano de Venezuela a su vez que también jugó la Liga de la Costa del Golfo mientras estaba en el sistema de los Dodgers. Desde 2004 empieza a jugar en la División de Honor de Béisbol, principalmente con Beisbol Barcelona.
También es miembro actual de la selección española de béisbol, participando así en la Copa de Europa de 2008, la Final Four de 2008 quedando en cuarto puesto, la Copa de Europa de 2011 y el Campeonato Europeo de Béisbol de 2012 y el Clásico Mundial de Béisbol de 2013 teniendo roles protagónicos en cada ocasión.